# Festieux
Festieux es una comuna francesa, situada en el departamento de Aisne, de la región de Alta Francia.

## Geografía
Festieux está ubicada a 10 km al este de Laon.

## Demografía
| 359 | 326 | 337 | 296 | 449 | 509 | 640 | 667 |
| Para los censos de 1962 a 1999 la población legal corresponde a la población sin duplicidades (Fuente: INSEE [Consultar]) |     |     |     |     |     |     |     |